# Cnidus striatifrons
Cnidus striatifrons är en insektsart som beskrevs av Synave 1959. Cnidus striatifrons ingår i släktet Cnidus och familjen vedstritar. Inga underarter finns listade i Catalogue of Life.